# Odontostomias micropogon
Odontostomias micropogon är en fiskart som beskrevs av Norman, 1930. Odontostomias micropogon ingår i släktet Odontostomias och familjen Stomiidae. Inga underarter finns listade i Catalogue of Life.